# Baureihe 425
De Baureihe 425 is een vierdelig elektrisch treinstel met een laag vloerdeel voor het lokaal en regionaal personenvervoer van de Deutsche Bahn (DB).

## Geschiedenis
Het treinstel werd door het consortium van Siemens Transportation Systems, Bombardier en DWA ontworpen, ontwikkeld en gebouwd voor S-Bahn en regionaal personenvervoer. Hieruit werd de Baureihe 424 ontwikkeld voor de S-Bahn Hannover. Het treinstel van de Baureihe 423 werd ontwikkeld voor andere S-Bahn netten.

## Constructie en techniek
Het treinstel is opgebouwd uit een aluminium frame. Door de aanwezigheid van veel deuren en de lichte bouw kunnen in korte tijd veel passagiers worden vervoerd. Het treinstel is uitgerust met luchtvering. Er kunnen tot vier eenheden gekoppeld worden.
Doordat de productie van de Baureihe 424 werd stopgezet werden voor de vijfde serie: 425 271 - 425 283 voor de S-Bahn Hannover besteld.

## Treindiensten
De treinen zijn ingezet voor het lokaal personenvervoer van een aantal S-Bahnen en het regionaal personenvervoer.

### S-Bahn

#### 425.15
De treinen 425 150 tot 425 155 zijn uitgerust met klaptreden voor het gebruik op een aantal trajecten van de S-Bahn Hannover:
- S1 Minden (Westf) - Bückeburg - Haste - Wunstorf - Hannover - Weetzen - Barsinghausen - Haste
- S2 Nienburg (Weser) - Neustadt am Rübenberge - Wunstorf - Hannover - Weetzen - Barsinghausen - Haste
- S3 Hildesheim - Sehnde - Lehrte - Hannover
- S4 Hildesheim - Sarstedt - Hannover Messe/Laatzen - Hannover - Langenhagen - Bennemühlen
- S5 Paderborn - Bad Pyrmont - Hameln - Weetzen - Hannover - Langenhagen - Hannover Flughafen
- S6 Celle - Burgdorf - Hannover
- S7 Celle - Burgdorf - Lehrte - Hannover
- S8 Hannover Flughafen - Langenhagen - Hannover - Hannover Messe/Laatzen

#### 425.2
De treinen uit de tweede serie: 425 201 - 425 240 zijn in gebruik op een aantal trajecten van de S-Bahn RheinNeckar:
- S1 Homburg (Saar) - Kaiserslautern - Neustadt (Weinstraße) - Schifferstadt - Ludwigshafen - Mannheim - Heidelberg - Neckargemünd - Eberbach - Mosbach - Osterburken, 200 km, Pfälzische Ludwigsbahn + Rheintalbahn + Neckartalbahn, traject Neckarelz - Osterburken

- S2 Kaiserslautern - Neustadt (Weinstraße) - Schifferstadt - Ludwigshafen - Mannheim - Heidelberg - Neckargemünd - Eberbach ( - Mosbach) 110 km (133 km)
- S3 Germersheim - Speyer - Schifferstadt - Ludwigshafen - Mannheim - Heidelberg - Wiesloch-Walldorf - Bruchsal - Karlsruhe, 104 km, Bahnstrecke Wörth - Schifferstadt, Pfälzische Ludwigsbahn + Rheintalbahn+ Baden-Kurpfalz-Bahn

- S4 Germersheim - Speyer - Schifferstadt - Ludwigshafen - Mannheim - Heidelberg - Wiesloch-Walldorf - Bruchsal, 83 km
- S5 (Mannheim - ) Heidelberg - Meckesheim - Sinsheim - Eppingen (vanaf december 2009)
- S51 (Mannheim - ) Heidelberg - Meckesheim - Aglasterhausen (vanaf december 2009)
- S52 (Mannheim - Heidelberg - Meckesheim - ) Sinsheim - Heilbronn (vanaf december 2009)

#### 425.4
De treinen uit de vierde serie: 425 250 - 425 269 zijn in gebruik op een aantal trajecten als RE / RB in Baden-Württemberg en Hessen.
- RB 2 Karlsruhe Hbf – Graben-Neudorf – Waghäusel – Schwetzingen – Mannheim Hbf – Lampertheim – Biblis
- RE 4 Mainz Hbf – Worms Hbf – Ludwigshafen (Rhein) Hbf – Germersheim (425.1 & 425.4)
- RB 44 Mannheim-Friedrichsfeld – Mannheim Hbf – Ludwigshafen (Rhein) Hbf – Worms Hbf – Mainz Hbf (– Wiesbaden Hbf) (425.1 & 425.4)

#### 425.5
De treinen uit de vijfde serie: 425 271 - 425 283 zijn in gebruik op een aantal trajecten van de S-Bahn Hannover. De trajecten zijn bij de 425.15 beschreven. 

### Regional-Express Regionalbahn
De treinen zijn op een aantal trajecten als RE / RB ingezet.

#### DB Regio NRW
In Nordrhein-Westfalen zijn deze treinen op een aantal trajecten als RE / RB ingezet.
| Lijn  | Naam               | Route                                                                                             |
| ----- | ------------------ | ------------------------------------------------------------------------------------------------- |
| RE 8  | Rhein-Erft-Express | Koblenz – Bonn-Beuel – Köln Porz – Köln – Mönchengladbach                                         |
| RB 33 | Rhein-Niers-Bahn   | Düsseldorf - Aachen – Mönchengladbach - Herzogenrath – Krefeld – Duisburg – Wesel                 |
| RB 35 | Der Weseler        | (Düsseldorf –) Duisburg – Oberhausen – Wesel                                                      |
| RB 37 | Der Wedauer        | Duisburg Hbf – Duisburg-Entenfang (zelden)                                                        |
| RB 42 | Haard-Bahn         | Essen – Gelsenkirchen – Recklinghausen – Haltern – Münster (Westf) (gemoderniseerde treinstellen) |
| RB 48 | Rhein-Wupper-Bahn  | Bonn-Mehlem – Bonn – Köln – Solingen – Wuppertal                                                  |
| RB 68 | Emsauen-Bahn       | Münster (Westf) – Greven – Emsdetten – Rheine                                                     |
| RB 76 | Weser-Aller-Bahn   | Minden (Westf) – Nienburg (Weser) – Rotenburg (Wümme) (lijn rijdt alleen van maandag tot vrijdag) |
| RE 78 | Porta-Express      | Bielefeld – Herford – Löhne (Westf) – Minden (Westf) – Nienburg (Weser)                           |

De volgende lijnen worden gewoonlijk met andere treinstellen bediend, maar op enkele treinen rijdt de Baureihe 425:
| Lijn  | Naam              | Route                                                                                    |
| ----- | ----------------- | ---------------------------------------------------------------------------------------- |
| RE 1  | NRW-Express       | Aachen – Köln – Düsseldorf – Duisburg – Essen – Dortmund – Hamm (Westf)                  |
| RE 6  | Westfalen-Express | Düsseldorf – Duisburg – Essen – Dortmund – Hamm (Westf) – Bielefeld – Minden (Westf)     |
| RB 27 | Rhein-Erft-Bahn   | Koblenz – Neuwied – Bad Honnef (Rhein) – Bonn-Beuel – Troisdorf – Köln – Mönchengladbach |

#### DB Regio Baden-Württemberg
In Baden-Württemberg zijn deze treinen op een aantal trajecten als RB ingezet.
- Stuttgart Hbf – Vaihingen (Enz) – Mühlacker – Pforzheim Hbf – Karlsruhe Hbf
- Stuttgart Hbf – Plochingen – Göppingen – Geislingen (Steige) – Westerstetten – Ulm Hbf
- Stuttgart Hbf – Herrenberg – Eutingen (Gäu) – Freudenstadt/Rottweil (combineren in Eutingen)
- Stuttgart Hbf – Herrenberg – Eutingen (Gäu) – Rottweil – Singen (Hohentwiel) (Maandag tot vrijdag ook treinen voor scholieren tussen Herrenberg en Horb)
- Stuttgart Hbf – Heilbronn Hbf – Bad Friedrichshall-Jagstfeld – Osterburken (alleen enkele treinen)
- Stuttgart-Untertürkheim – Stuttgart-Münster – Kornwestheim
- (Murrhardt–) Backnang – Marbach (Neckar)

#### DB Regio RheinNeckar
In Baden-Württemberg, Hessen, Rheinland-Pfalz, Saarland zijn deze treinen op een aantal trajecten als RE / RB en als S-Bahn ingezet.
| Lijn  | Route | Treinstel    |
| ----- | --- | ------------ |
| RE 1  | Mannheim Hbf – Heidelberg Hbf – Eberbach – Mosbach-Neckarelz – Bad Friedrichshall-Jagstfeld – Heilbronn Hbf                                                                                           | 425.1, 425.4 |
| RB 2  | Karlsruhe Hbf – Graben-Neudorf – Waghäusel – Schwetzingen – Mannheim Hbf – Lampertheim – Biblis |              |
| RE 4  | Mainz Hbf – Worms Hbf – Ludwigshafen (Rhein) Hbf – Germersheim | 425.1, 425.4 |
| RB 44 | Mannheim-Friedrichsfeld – Mannheim Hbf – Ludwigshafen (Rhein) Hbf – Worms Hbf – Mainz Hbf (– Wiesbaden Hbf)                                                                                           | 425.1, 425.4 |
| RB 60 | Mannheim Hbf – Mannheim-Friedrichsfeld – Weinheim (Bergstraße) – Bensheim | 425.1, 425.4 |
| RB 62 | Worms – Hofheim (Ried) – Biblis | 425.1, 425.4 |
| RB 85 | Heilbronn – Bietigheim-Bissingen | 425.1, 425.4 |
| S 1   | Osterburken – Mosbach (Baden) – Mosbach-Neckarelz – Eberbach – Heidelberg Hbf – Mannheim Hbf – Ludwigshafen (Rhein) Hbf – Schifferstadt – Neustadt (Weinstraße) – Kaiserslautern Hbf – Homburg (Saar) | 425.2        |
| S 2   | (Mosbach (Baden) – Mosbach-Neckarelz –) Eberbach – Heidelberg Hbf – Mannheim Hbf – Ludwigshafen (Rhein) Hbf – Schifferstadt – Neustadt (Weinstraße) – Kaiserslautern Hbf                              | 425.2        |
| S 3   | Karlsruhe Hbf – Bruchsal – Heidelberg Hbf – Mannheim Hbf – Ludwigshafen (Rhein) Hbf – Schifferstadt – Speyer Hbf – Germersheim                                                                        | 425.2        |
| S 4   | Bruchsal – Heidelberg Hbf – Mannheim Hbf – Ludwigshafen (Rhein) Hbf – Schifferstadt – Speyer – Germersheim                                                                                            | 425.2        |

(Enkele treinen van lijn S 3 worden door treinstellen 425.1 of 425.4 versterkt)

#### DB Regio Südwest
In Rheinland-Pfalz, Saarland zijn deze treinen op een aantal trajecten als RE / RB ingezet.
- RE 1 Kaiserslautern – Saarbrücken – Trier – Koblenz enkele treinen, ander 143 + Dubbeldekker
- RE 11 Saarbrücken – Völklingen – Saarlouis Hbf – Merzig (Saar) – Trier Hbf
- RE 60 Saarbrücken – Homburg (Saar) Hbf – Landstuhl – Kaiserslautern Hbf
- RB 71 Trier Hbf – Merzig (Saar) – Saarlouis Hbf – Saarbrücken Hbf – St. Ingbert – Homburg (Saar) Hbf
- RB 73 Saarbrücken Hbf – Neunkirchen (Saar) Hbf – St. Wendel – Türkismühle
- RB 74 Homburg (Saar) Hbf – Neunkirchen (Saar) Hbf – Wemmetsweiler Rathaus – Illingen (Saar)
- RB 76 Saarbrücken Hbf – Wemmetsweiler Rathaus – Neunkirchen Hbf – Homburg (Saar) Hbf
- RB 81 Koblenz Hbf – Cochem (Mosel) – Bullay – Wittlich Hbf – Trier Hbf (te vervangen door TALENT 2)
- RB 82 Wittlich Hbf – Trier Hbf – Wehr (Mosel) – Perl

#### DB Regio Bayern
In Beieren zijn deze treinen op een aantal trajecten als RE / RB ingezet.
- RB Augsburg Hbf – Dinkelscherben – Günzburg – Neu-Ulm – Ulm Hbf
- RE Augsburg Hbf – Donauwörth – Treuchtlingen
- RB Augsburg – Donauwörth
- RB/RE München Hbf – Augsburg Hbf (zelden 425)
- RB Augsburg – Geltendorf (morgens of avonds 425)
- RB Kochel – Penzberg – Tutzing (– München Hbf) (soms 425+426)
- RB Garmisch-Partenkirchen – Reutte in Tirol (426, soms 425)
- RB Holzkirchen – Kreuzstraße – Rosenheim
- RB München Hbf – München Ost – Grafing Bahnhof – Rosenheim (soms 425)
- RB/RE Rosenheim – Kufstein (soms ook ÖBB 4024)
- RB/RE München Hbf – Weilheim (Oberbayern) – Garmisch-Partenkirchen (– Mittenwald) (soms 425+426)

#### DB Regio Südost
In Sachsen-Anhalt zijn deze treinen op een aantal trajecten als RB of S-Bahn ingezet.
- Magdeburg Hbf – Burg (deels)
- Magdeburg Hbf – Braunschweig Hbf
- Magdeburg Hbf – Stendal – Uelzen / Wittenberge
- Magdeburg Hbf – Halle (Saale) Hbf (deels)
- S1: Zielitz – Schönebeck-Salzelmen (deels)

#### DB Regio Nord
In Bremen / Niedersachsen werden deze treinen tot 11 december 2010 op het traject als RB ingezet.
- Bremen Hbf – Hude – Nordenham

#### DB Regio Hessen
In Hessen zijn deze treinen op het traject als Stadtexpress ingezet.
- SE 30 / SE 40 Mittelhessen-Express: Frankfurt (Main) Hbf – Gießen – Marburg – Treysa / Wetzlar – Dillenburg (treinen werden in Gießen ontkoppeld)

#### Berlin
Na de opening van de Spoorlijn Tiergartentunnel inclusief Berlin Hauptbahnhof op 26 mei 2006 werd tot en met 9 juli 2006 (WK voetbal 2006) een treindienst met treinen van de Baureihe 423 en Baureihe 425 ingelegd tussen Berlin Südkreuz over Bahnhöfe Berlin Potsdamer Platz en Berlin Hauptbahnhof tot Bahnhof Berlin-Gesundbrunnen.

## Foto's

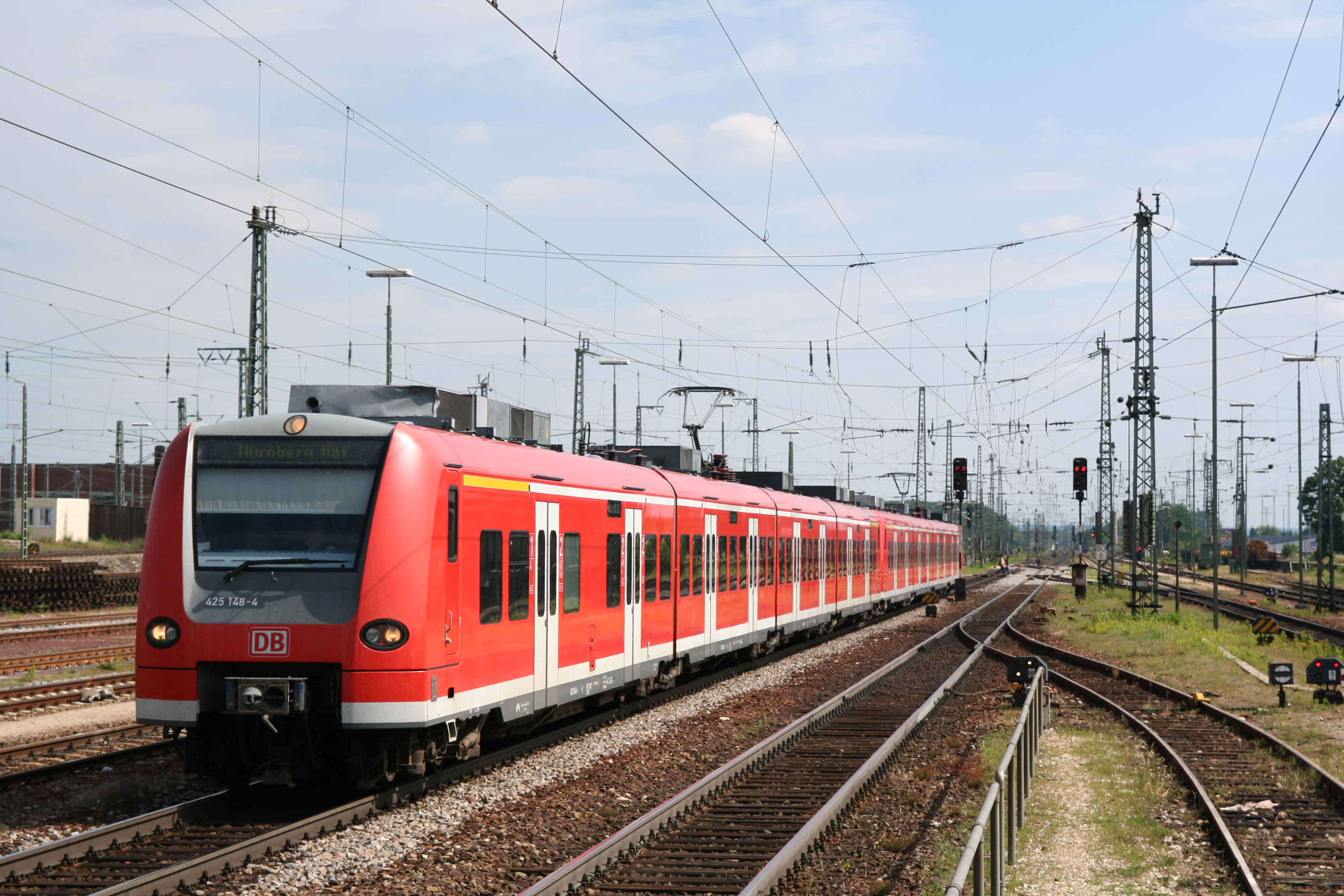
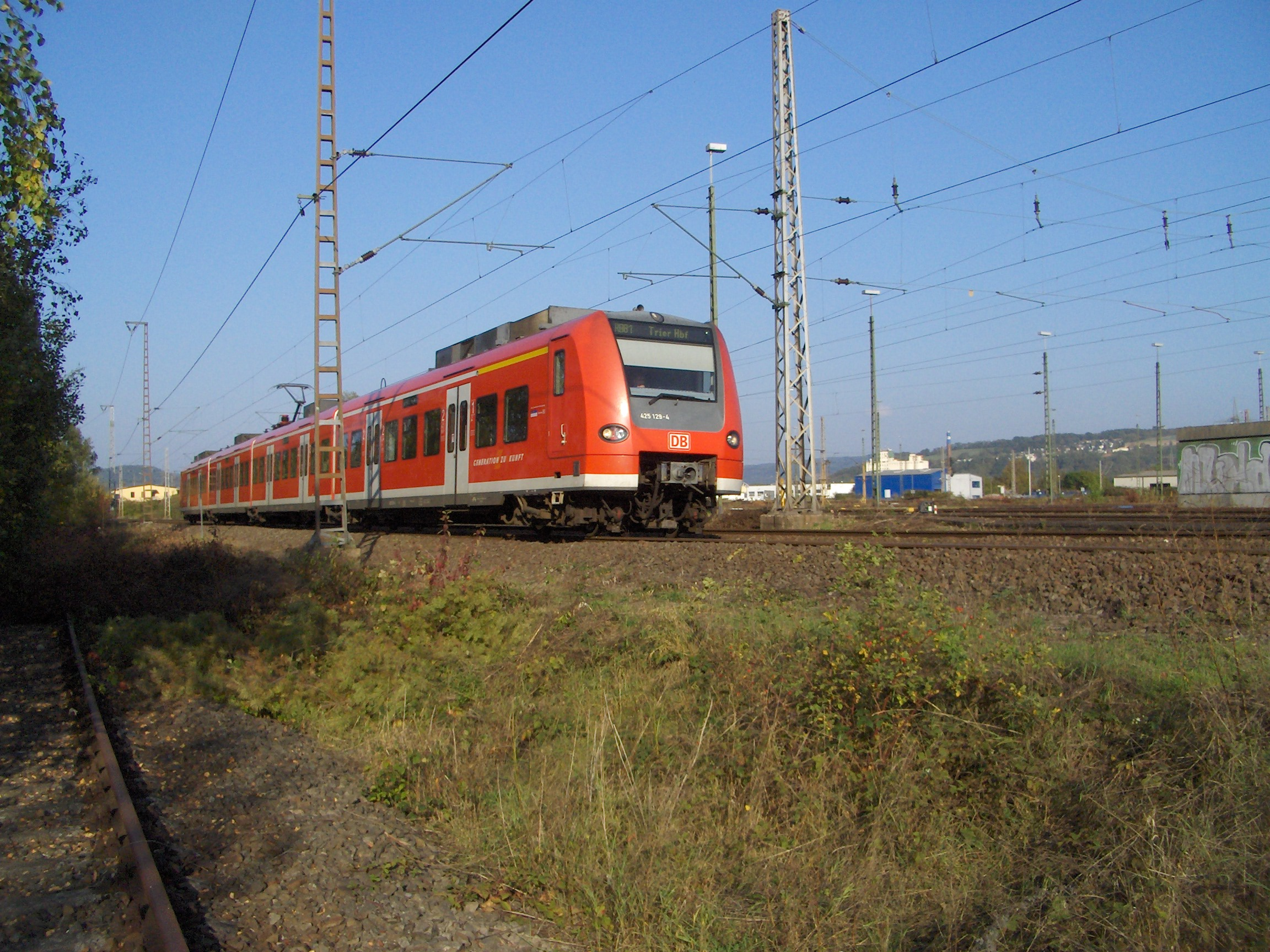
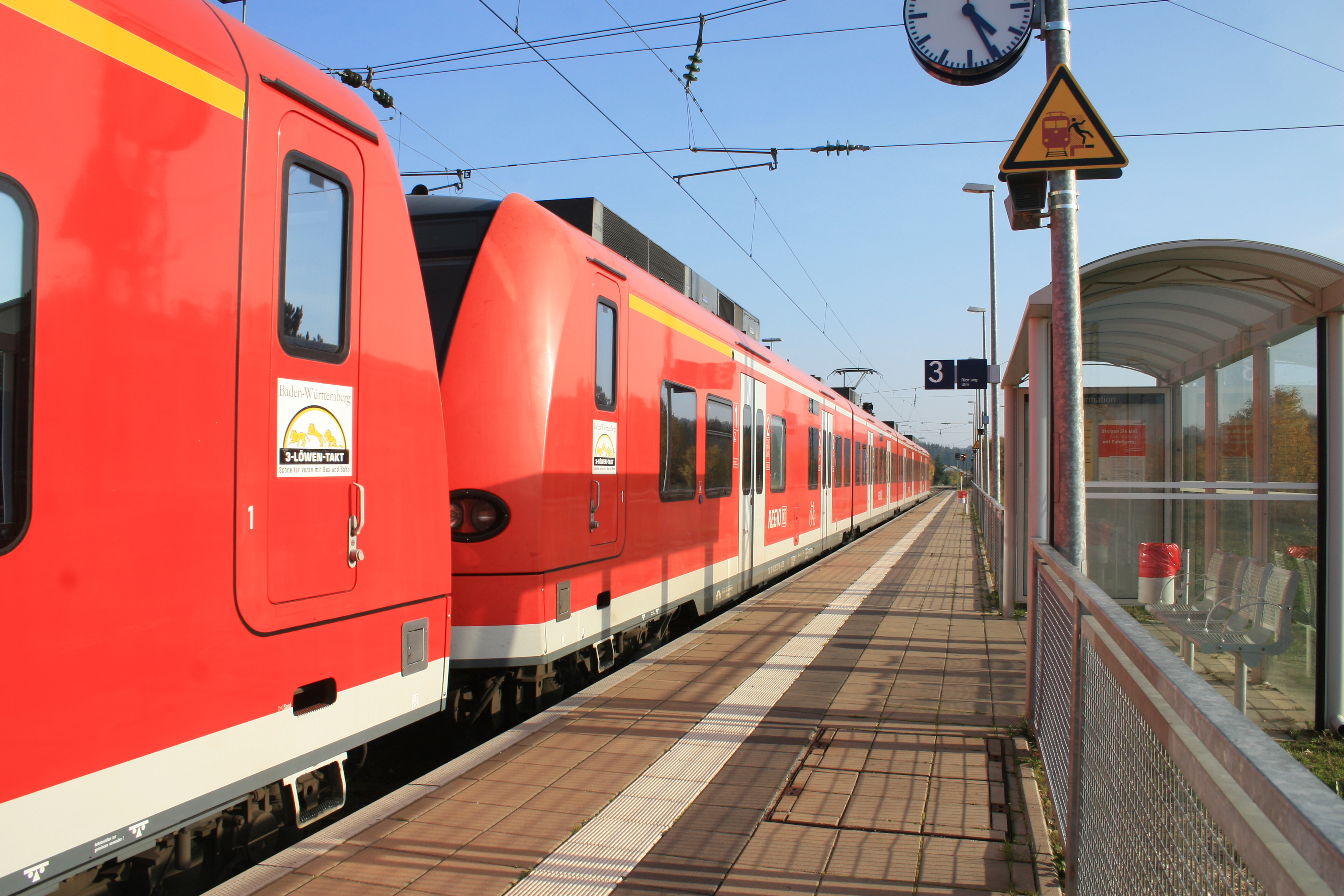
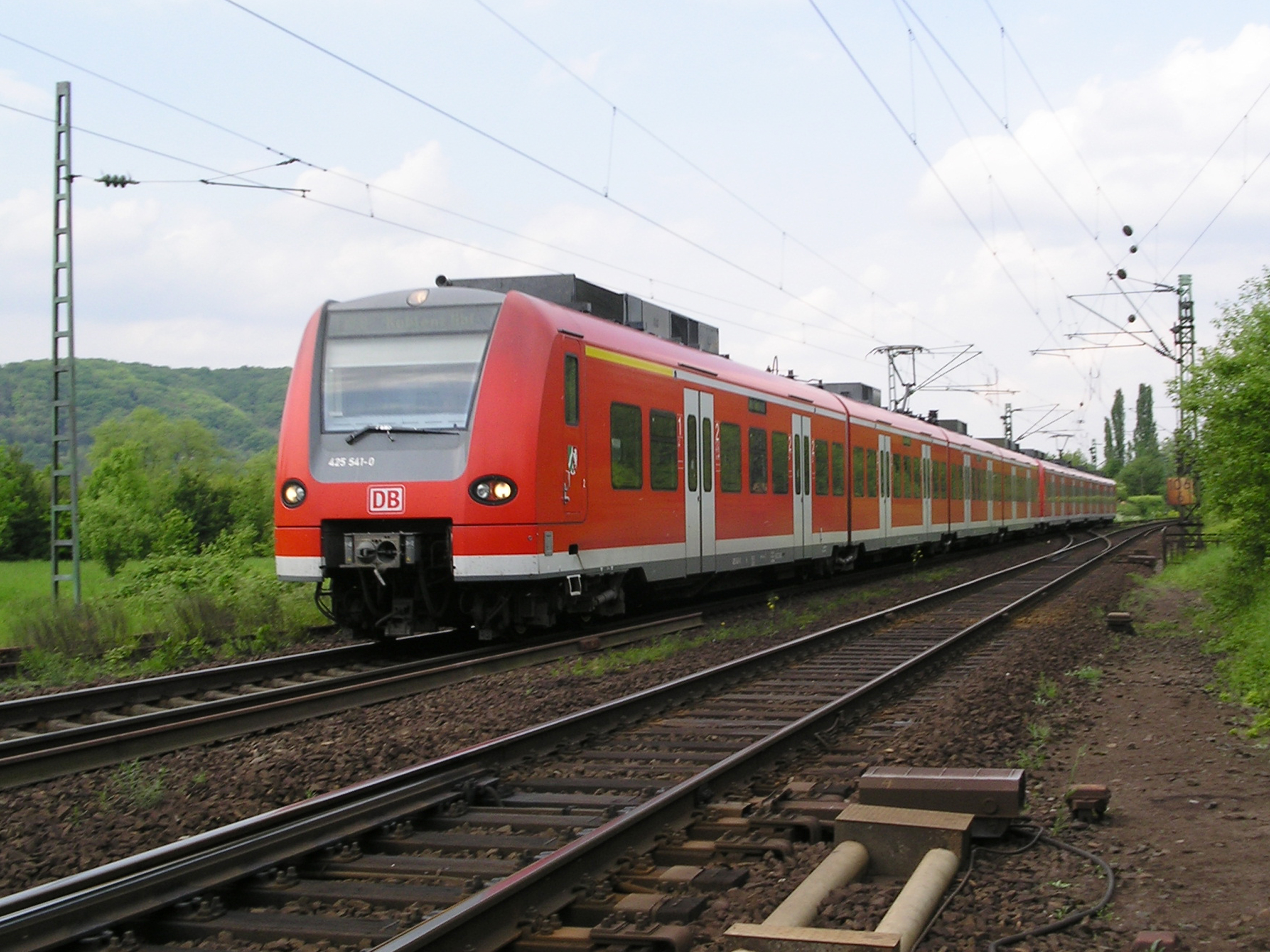
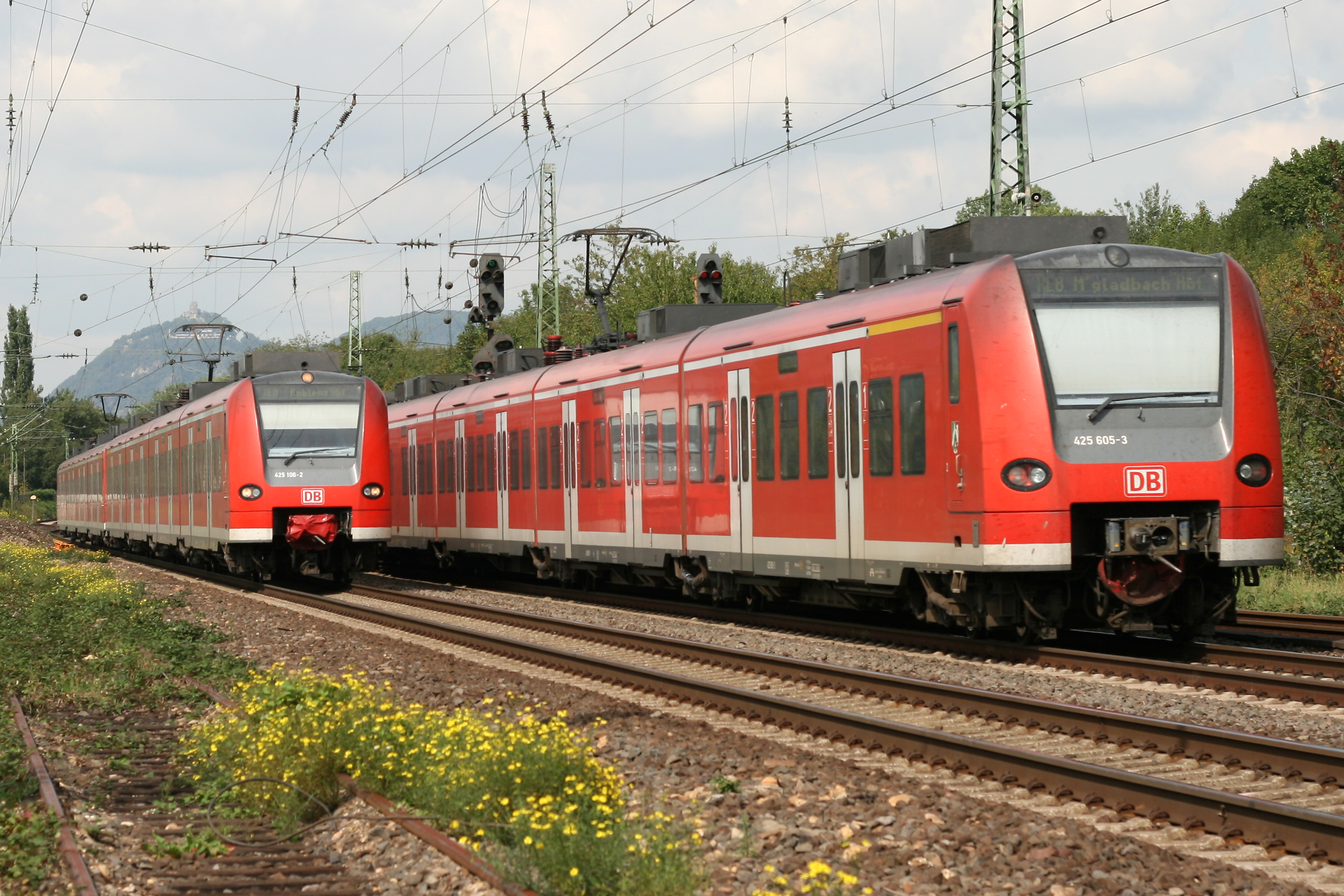
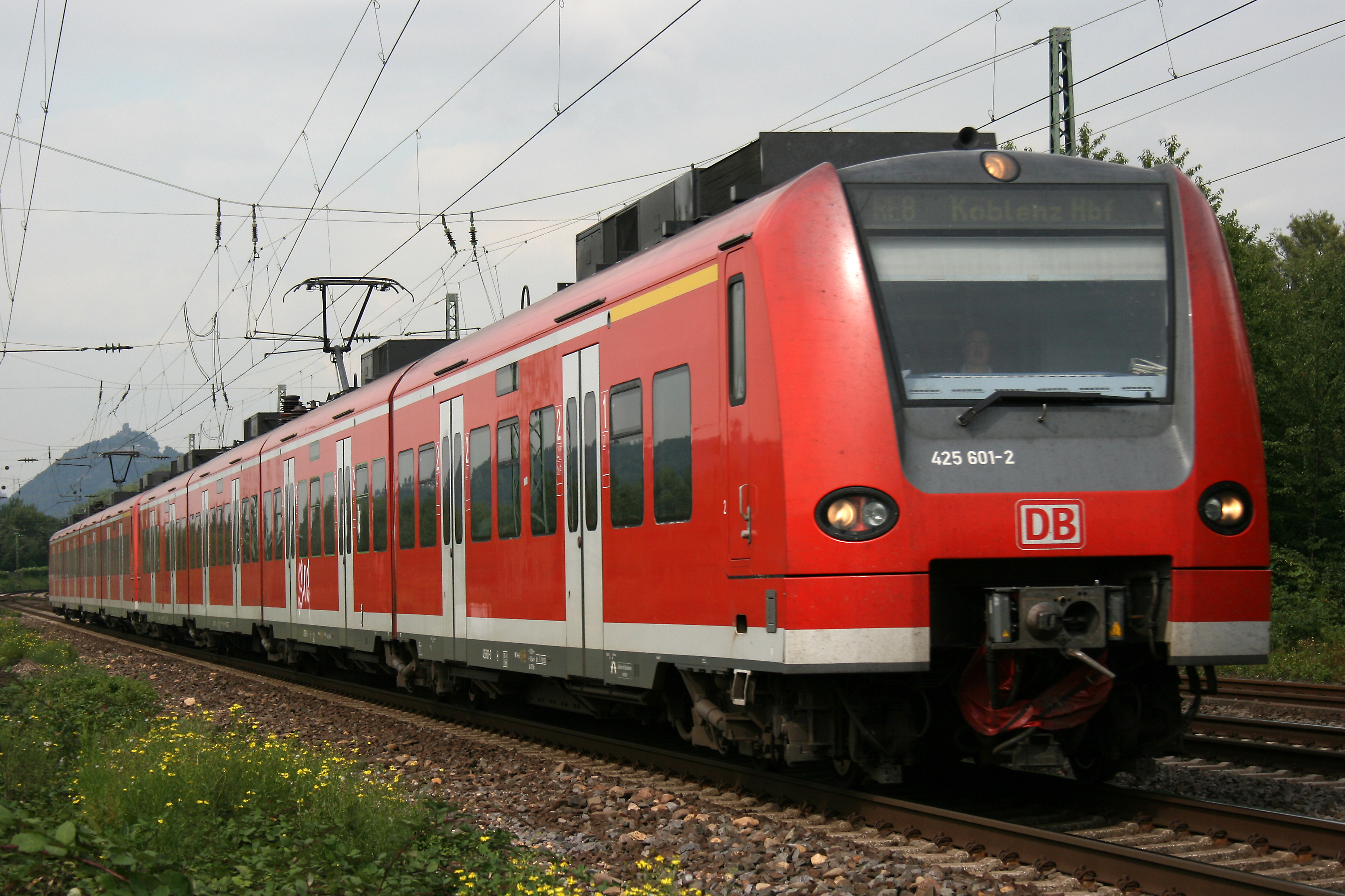
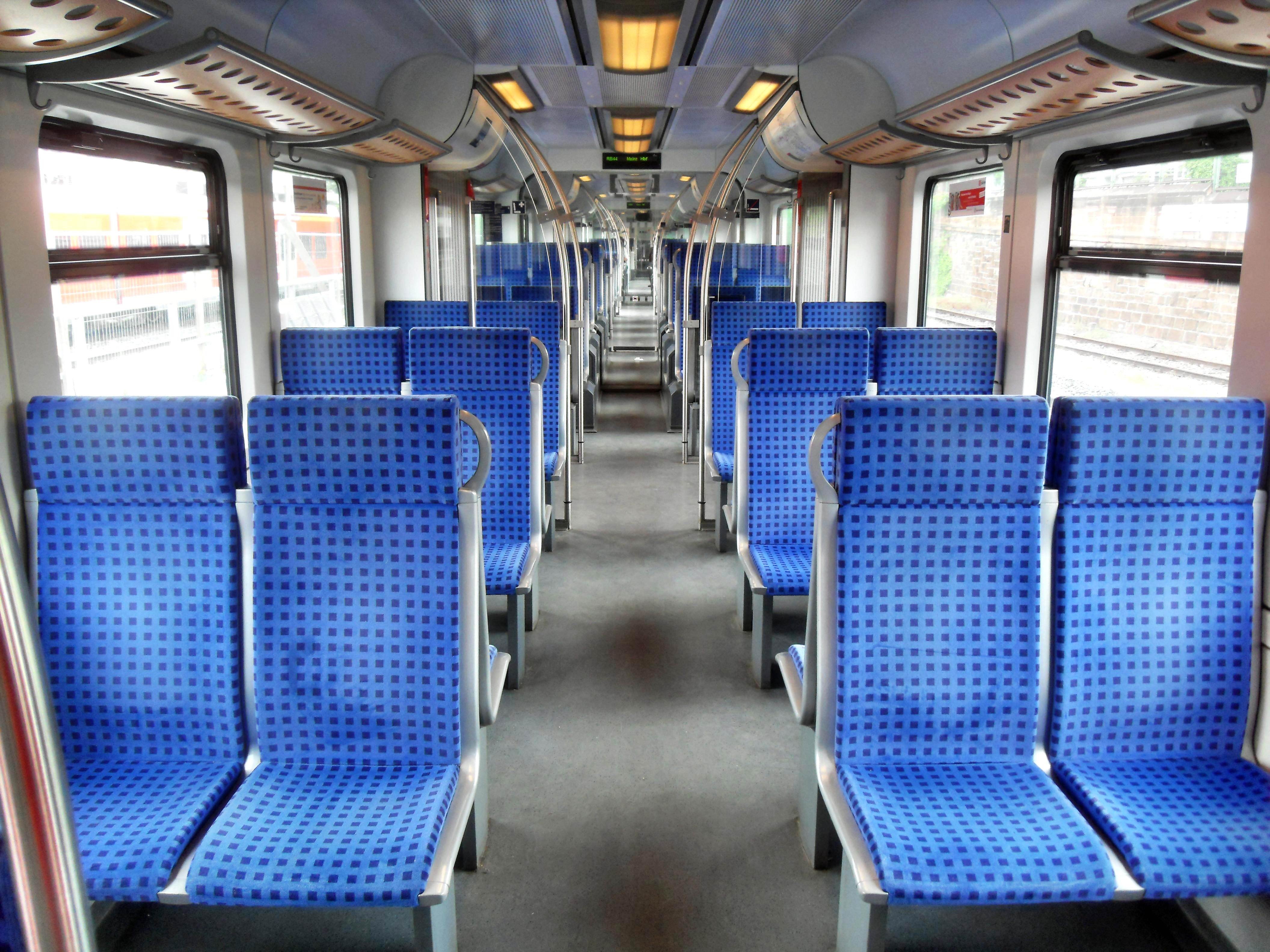
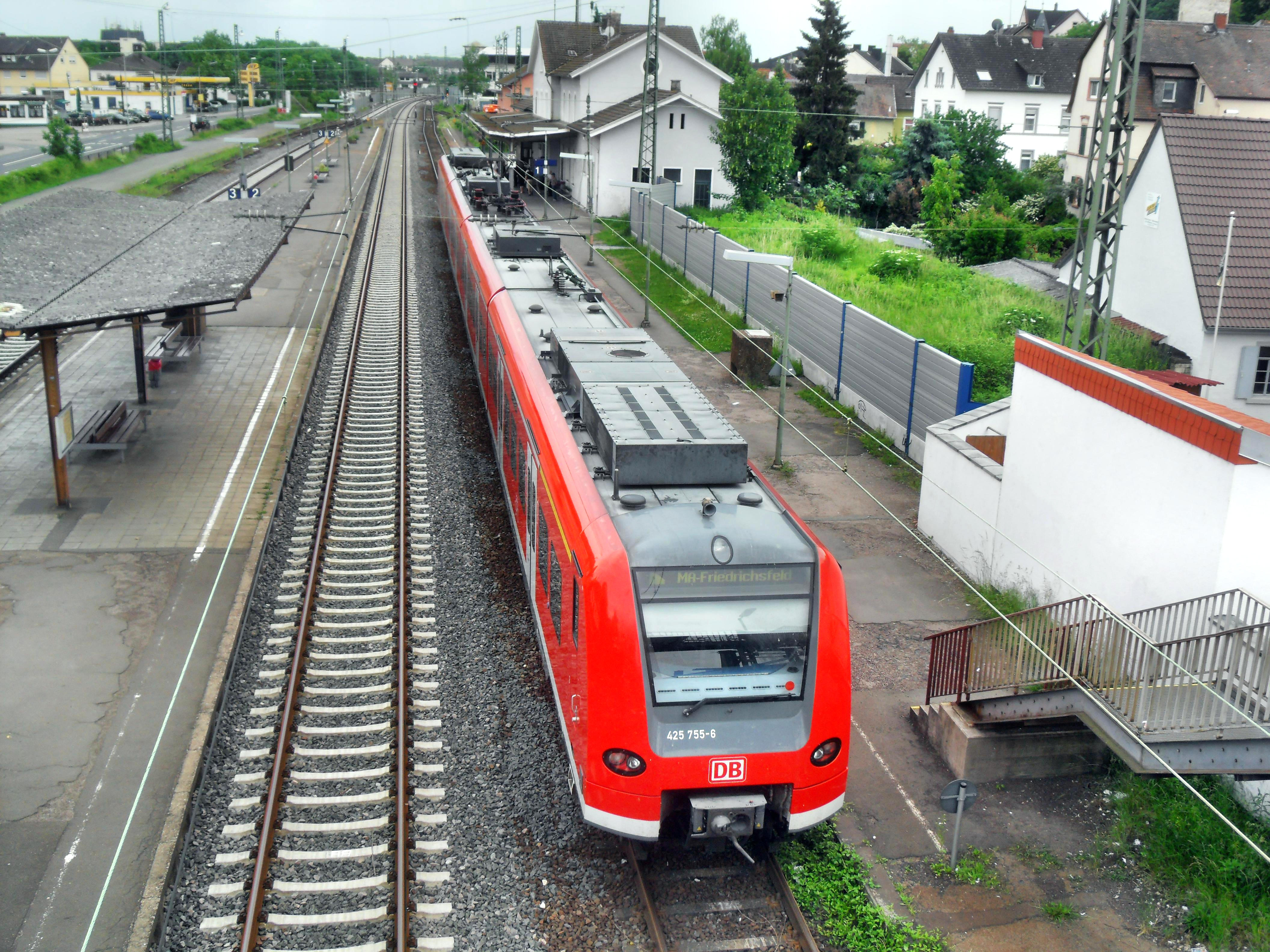
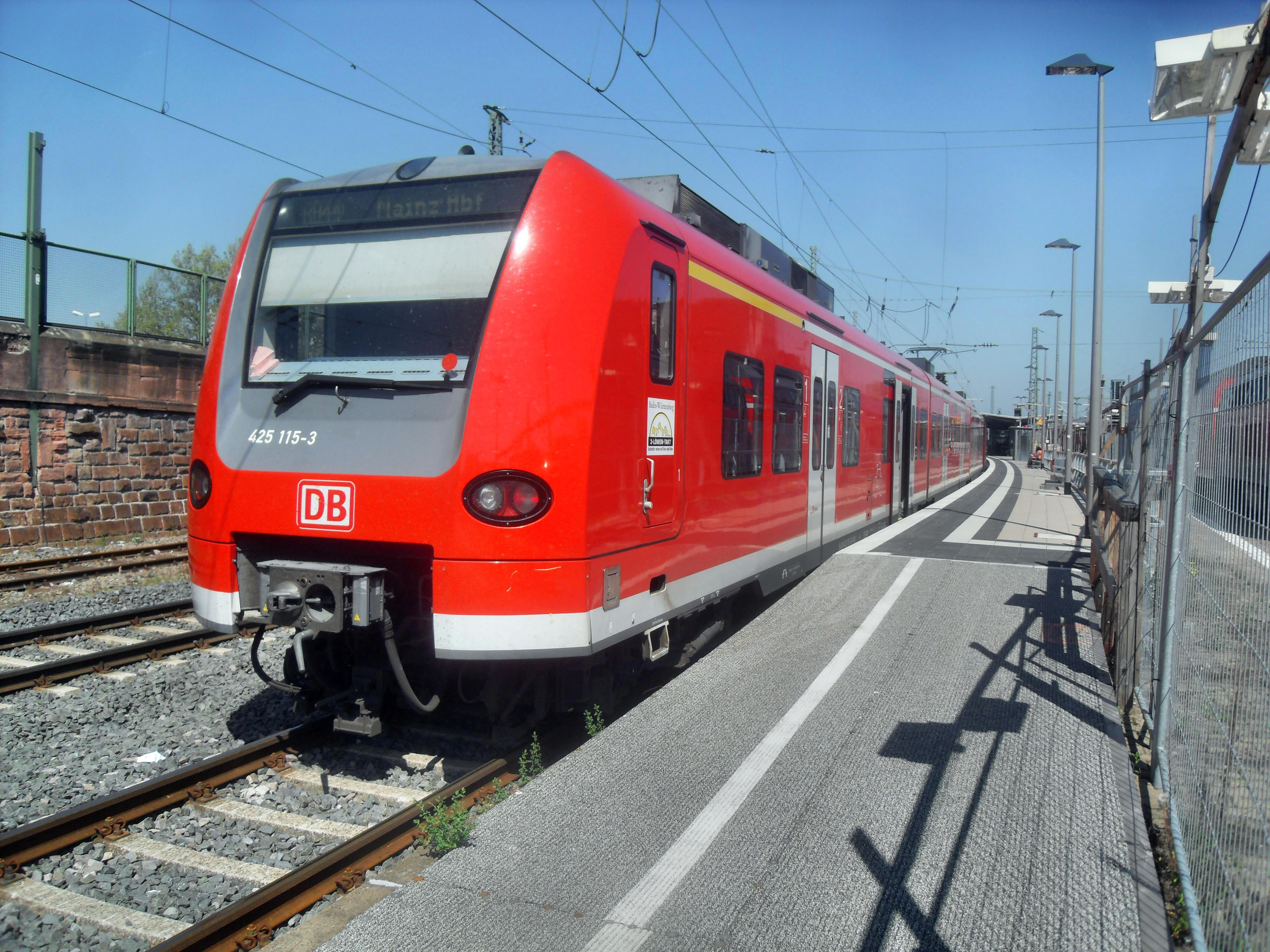
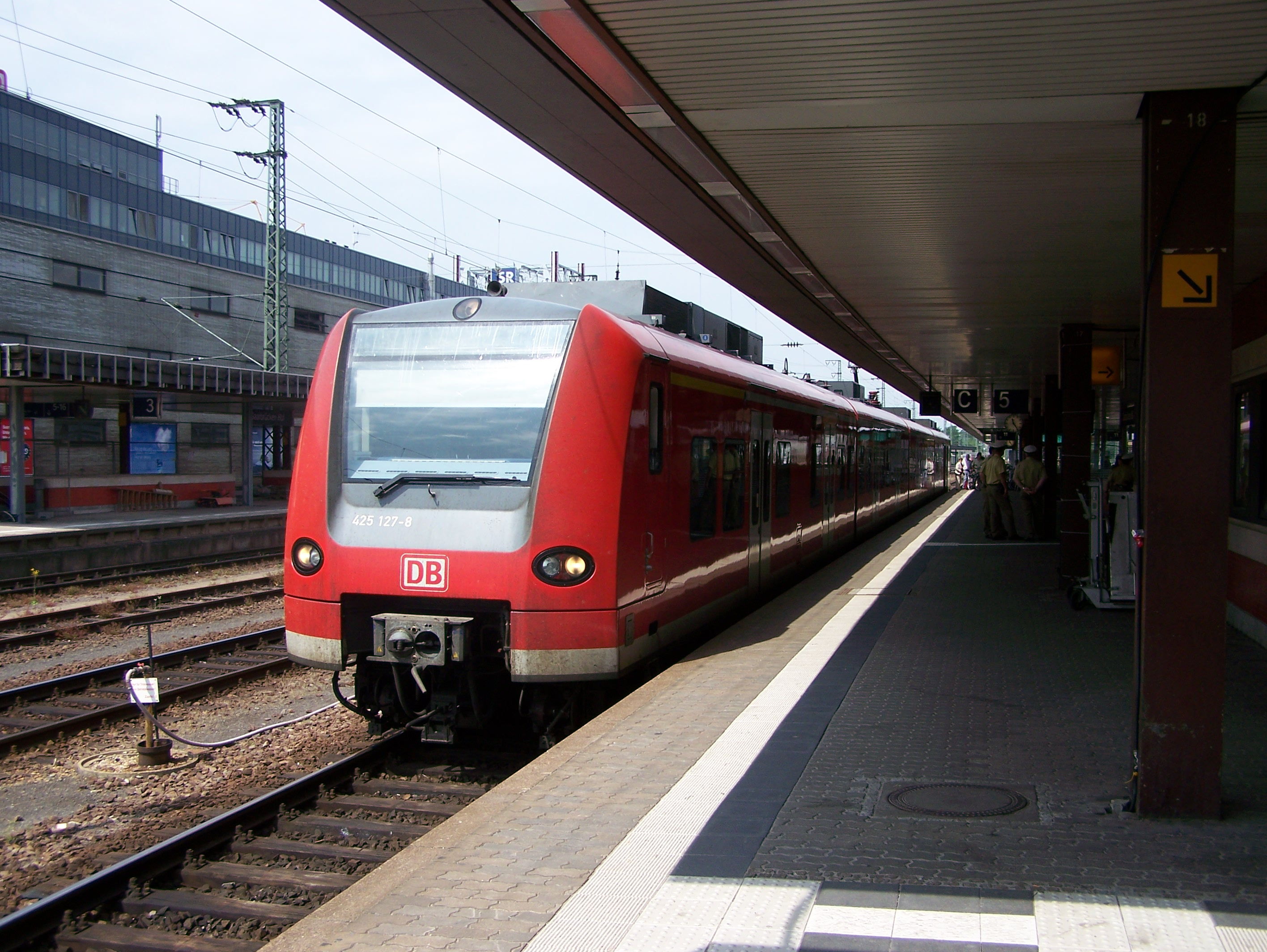
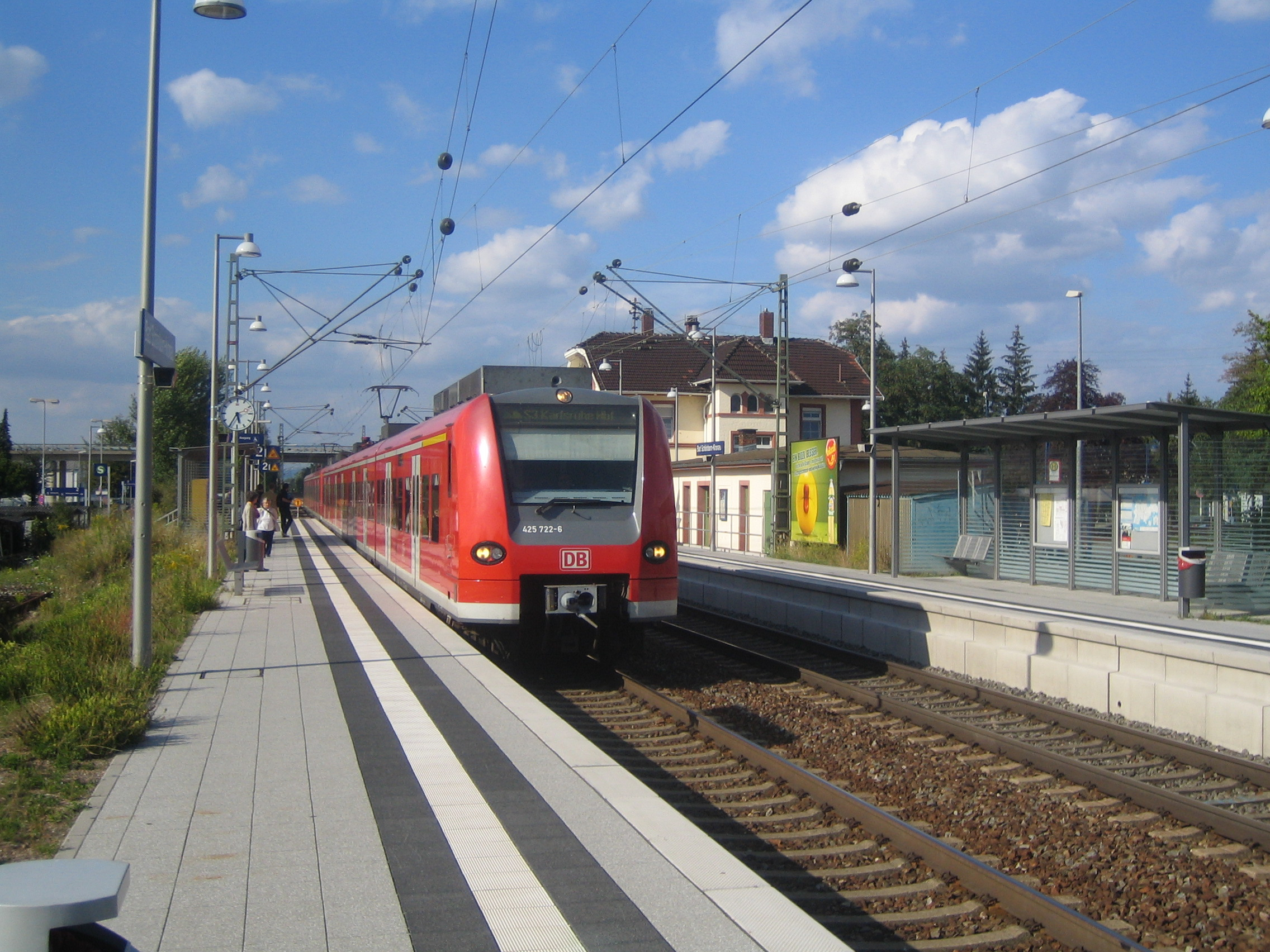
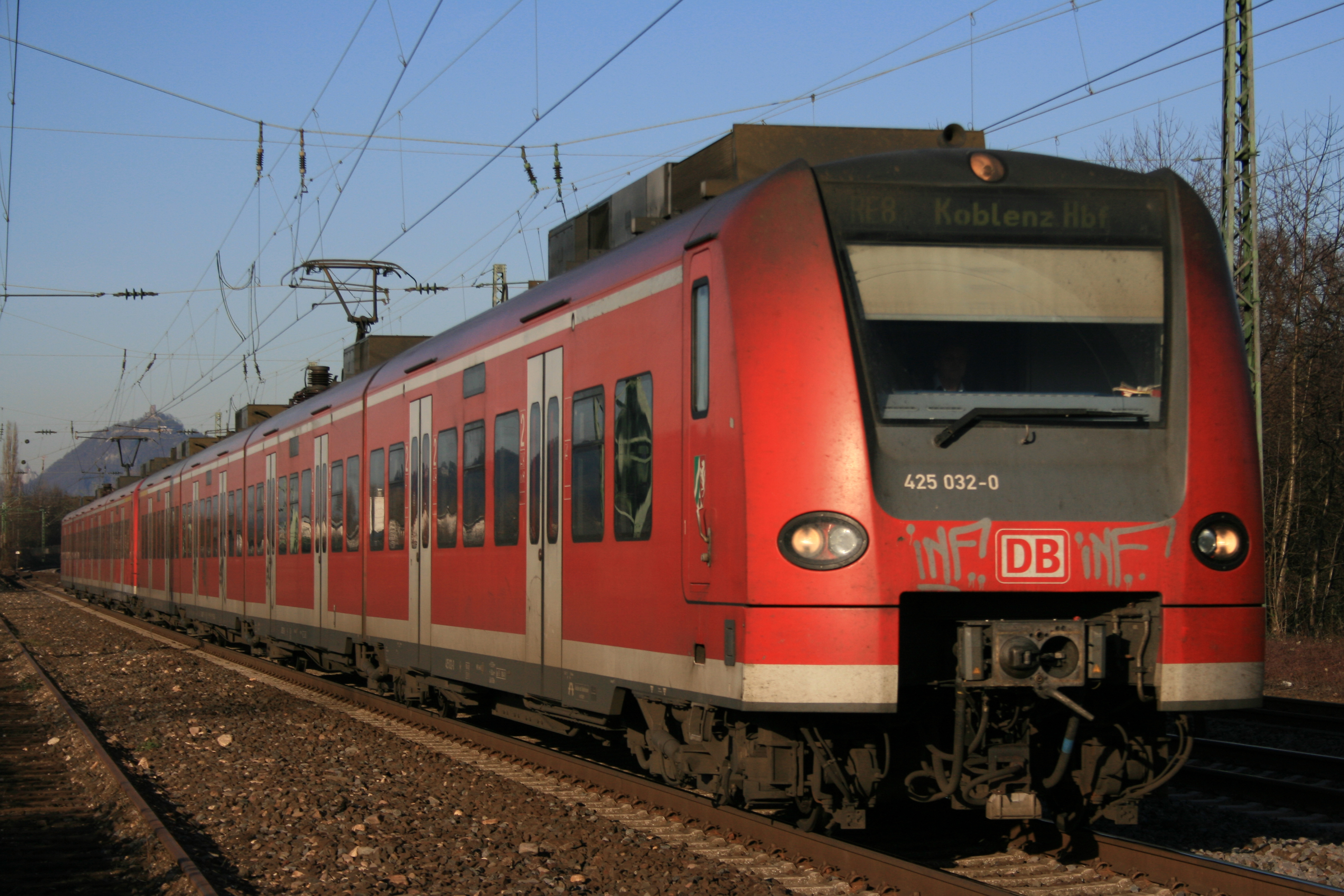

In dit overzicht staan eveneens treinen van de Deutsche Bundesbahn (DB) en van de Deutsche Reichsbahn (DR)